# Bekentenissen van een economische huurmoordenaar
Confessions of an Economic Hit Man (ISBN 0452287081) is een autobiografisch boek geschreven door John Perkins, verschenen in 2004. De Nederlandse vertaling is verschenen in 2006, onder de titel: Bekentenissen van een economische huurmoordenaar (ISBN 9029563591, De Arbeiderspers).
Perkins verhaalt zijn carrière, beginnend bij adviesbedrijf Chas. T. Main, alwaar hij is gerekruteerd door het National Security Agency voor de functie van Economic Hit Man, zoals ze zichzelf gekscherend noemden, aldus Perkins. Zijn officiële functiebenaming was Chief economist.
Naar eigen zeggen was het Perkins' taak om de politiek leiders van ontwikkelingslanden te overreden tot het aanvaarden van enorme bedragen aan ontwikkelingsgelden in de vorm van leningen via instituties als de Wereldbank, IMF en USAID. Opgezadeld met enorme schulden die de landen niet meer af konden betalen, konden deze landen vervolgens gedwongen worden hun economie open te stellen voor Amerikaanse bedrijven die grondstoffen of goedkope arbeidskrachten nodig hadden.
Indien deze plannen niet werkten, alsdus Perkins, werden de "jakhalzen" ingeschakeld: agenten die
met CIA-goedkeuring probeerden een revolutie of staatsgreep te bewerkstelligen. Als dat ook niet lukte, werd er soms een aanslag gepleegd.
Perkins stelt ervan overtuigd te zijn dat Omar Torrijos, president van Panama, omkwam in een vliegtuigongeluk veroorzaakt door een bom in een cassetterecorder.
Economic hit men (EHMs) are highly paid professionals who cheat countries around the globe out of trillions of dollars. They funnel money from the World Bank, the United States Agency for International Development (USAID), and other foreign "aid" organizations into the coffers of huge corporations and the pockets of a few wealthy families who control the planet's natural resources. Their tools included fraudulent financial reports, rigged elections, payoffs, extortion, sex, and murder. They play a game as old as empire, but one that has taken on new and terrifying dimensions during this time of globalization.

## Kritiek
Het United States Department of State heeft gereageerd op het boek. Het is onduidelijk of men de beweringen rechtstreeks ontkent.
Perkins' eerste baas bij Chas. T. Main, Einar Greve, verklaarde aanvankelijk dat "in principe [Perkins'] verhaal waar is" en dat "wat het boek van John zegt is dat er een samenzwering was om al deze landen aan de haak te slaan, en dat is gebeurd. Of het al-dan-niet om een sinister complot gaat is voor interpretatie vatbaar..." Hij ontkende echter Perkins' verhaal dat hij ooit samenwerkte met de NSA en sprak ook andere beweringen in het boek van Perkins tegen waaruit volgens hem blijkt dat Perkins "ervan overtuigd is dat veel van dit spul waar is". Perkins' reactie op Greve zit in de epiloog van de film. Hij wijst erop dat Greve aanvankelijk de waarheid van het boek ondersteunde om dan enkele maanden later van mening te veranderen. Perkins suggereert dat Greve onder druk gezet werd door externe krachten om het boek een vervalsing te noemen.
Sebastian Mallaby, columnist van The Washington Post bestrijdt veel van de argumenten van Perkins, waaronder zijn bewering dat 51 van 100 van de wereld "grootste economieën" bedrijven in plaats van landen zijn. Een toegevoegde waarde-analyse van de VN, zegt hij, geeft een aantal op van 29. Je kan die vergelijking zelf doen door de lijst van landen volgens het bruto nationaal product (bnp) te vergelijken met de lijst van bedrijven per inkomsten. Dat geeft een ruwe schatting van 46 voor het jaar 2007/2008. Als men diezelfde vergelijking maakt voor het jaar 2000, dan komt men op een aantal van 51. In een dergelijke lijst zou men wel de inkomsten van de bedrijven moeten aftrekken van de totale inkomsten van de landen.
Artikelen in de New York Times en Boston Magazine en een persbericht van het Amerikaanse Ministerie van Buitenlandse Zaken, verwijzen naar het ontbreken van documenten of getuigenissen die de bewering dat de NSA betrokken was bij het huren van Perkins door Chas. T. Main bevestigen. Bovendien is de NSA eerder "een cryptologische (coderen en decoderen) en geen economische organisatie en zijn missie behelst geenszins "de plaatsing van economen binnen privé-bedrijven om de schuld van het buitenland te verhogen".

## Documentaire
De documentaire Bekentenissen van een economische huurmoordenaar met interviews van Perkins, werd in 2009 vertoond op filmfestivals in de hele VS. Het is een Grieks-Amerikaanse coproductie, geregisseerd door Stelios Kouloglou die in 2007 en 2008 werd opgenomen.